# Kanton Val d’Adour-Rustan-Madiranais
Val d’Adour-Rustan-Madiranais ist seit 2015 ein französischer Wahlkreis im Arrondissement Tarbes, im Département Hautes-Pyrénées und in der Region Okzitanien; sein Hauptort ist Maubourguet.

## Geschichte
Der Kanton entstand bei der Neueinteilung der französischen Kantone im Jahr 2015. Seine Gemeinden kommen aus den ehemaligen Kantonen Rabastens-de-Bigorre (alle 24 Gemeinden), Maubourguet (alle 11 Gemeinden) und Castelnau-Rivière-Basse (alle 8 Gemeinden).

## Lage
Der Kanton liegt ganz im Norden des Départements Hautes-Pyrénées.

## Gemeinden
Der Kanton besteht aus 43 Gemeinden mit insgesamt 11.817 Einwohnern (Stand: 1. Januar 2022) auf einer Gesamtfläche von 325,28 km²:
| Gemeinde                             | Einwohner 1. Januar 2022 | Fläche km² | Dichte Einw./km² | Code INSEE | Postleitzahl |
| ------------------------------------ | ------------------------ | ---------- | ---------------- | ---------- | ------------ |
| Ansost                               | 57                       | 2,20       | 26               | 65013      | 65140        |
| Auriébat                             | 239                      | 16,12      | 15               | 65049      | 65700        |
| Barbachen                            | 42                       | 3,04       | 14               | 65061      | 65140        |
| Bazillac                             | 369                      | 10,28      | 36               | 65073      | 65140        |
| Bouilh-Devant                        | 22                       | 2,99       | 7                | 65102      | 65140        |
| Buzon                                | 81                       | 4,40       | 18               | 65114      | 65140        |
| Castelnau-Rivière-Basse              | 648                      | 18,50      | 35               | 65130      | 65700        |
| Caussade-Rivière                     | 98                       | 6,16       | 16               | 65137      | 65700        |
| Escondeaux                           | 281                      | 3,79       | 74               | 65161      | 65140        |
| Estirac                              | 103                      | 5,21       | 20               | 65174      | 65700        |
| Gensac                               | 87                       | 3,44       | 25               | 65196      | 65140        |
| Hagedet                              | 42                       | 2,21       | 19               | 65215      | 65700        |
| Hères                                | 101                      | 5,89       | 17               | 65219      | 65700        |
| Labatut-Rivière                      | 386                      | 12,71      | 30               | 65240      | 65700        |
| Lacassagne                           | 247                      | 6,65       | 37               | 65242      | 65140        |
| Lafitole                             | 439                      | 8,69       | 51               | 65243      | 65700        |
| Lahitte-Toupière                     | 262                      | 5,60       | 47               | 65248      | 65700        |
| Laméac                               | 150                      | 5,32       | 28               | 65254      | 65140        |
| Larreule                             | 382                      | 10,14      | 38               | 65262      | 65700        |
| Lascazères                           | 312                      | 9,21       | 34               | 65264      | 65700        |
| Lescurry                             | 162                      | 5,02       | 32               | 65269      | 65140        |
| Liac                                 | 199                      | 4,17       | 48               | 65273      | 65140        |
| Madiran                              | 424                      | 15,02      | 28               | 65296      | 65700        |
| Mansan                               | 40                       | 2,08       | 19               | 65297      | 65140        |
| Maubourguet                          | 2.232                    | 22,04      | 101              | 65304      | 65700        |
| Mingot                               | 98                       | 1,73       | 57               | 65311      | 65140        |
| Monfaucon                            | 203                      | 10,38      | 20               | 65314      | 65140        |
| Moumoulous                           | 44                       | 3,36       | 13               | 65325      | 65140        |
| Peyrun                               | 104                      | 4,01       | 26               | 65361      | 65140        |
| Rabastens-de-Bigorre                 | 1.464                    | 8,93       | 164              | 65375      | 65140        |
| Saint-Lanne                          | 121                      | 13,10      | 9                | 65387      | 65700        |
| Saint-Sever-de-Rustan                | 158                      | 9,52       | 17               | 65397      | 65140        |
| Sarriac-Bigorre                      | 273                      | 10,80      | 25               | 65409      | 65140        |
| Sauveterre                           | 159                      | 10,38      | 15               | 65412      | 65700        |
| Ségalas                              | 81                       | 5,97       | 14               | 65414      | 65140        |
| Sénac                                | 291                      | 8,94       | 33               | 65418      | 65140        |
| Sombrun                              | 198                      | 9,67       | 20               | 65429      | 65700        |
| Soublecause                          | 174                      | 6,18       | 28               | 65432      | 65700        |
| Tostat                               | 547                      | 6,27       | 87               | 65446      | 65140        |
| Trouley-Labarthe                     | 107                      | 4,39       | 24               | 65454      | 65140        |
| Ugnouas                              | 86                       | 1,59       | 54               | 65457      | 65140        |
| Vidouze                              | 230                      | 16,01      | 14               | 65462      | 65700        |
| Villefranque                         | 74                       | 3,17       | 23               | 65472      | 65700        |
| Kanton Val d’Adour-Rustan-Madiranais | 11.817                   | 325,28     | 36               | 6513       | –            |

## Politik
Im 1. Wahlgang am 22. März 2015 erreichte keines der vier Kandidatenpaare die absolute Mehrheit. Bei der Stichwahl am 29. März 2015 gewann das Gespann Christiane Autigeon (DVG)/Jean Guilhas (PS) gegen Brigitte Buisan/Paul Loncan (FN) mit einem Stimmenanteil von 68,80 % (Wahlbeteiligung: 57,55 %).
| Vertreter im Departementrat des Départements | Vertreter im Departementrat des Départements | Vertreter im Departementrat des Départements |
| Amtszeit                                     | Name                                         | Partei                                       |
| -------------------------------------------- | -------------------------------------------- | -------------------------------------------- |
| 2015–                                        | Christiane Autigeon Jean Guilhas             | DVG PS                                       |